# Sumida
Il Sumida (隅田川?, Sumida-gawa) è un fiume lungo 23,5 km che scorre attraversando Tokyo, in Giappone. Il fiume da il nome a uno dei 23 quartieri speciali di Tokyo il quartiere Sumida.

## Caratteristiche principali
È un effluente del fiume Arakawa da cui si dirama presso Iwabuchi e scorre fino alla baia di Tokyo. Tra i suoi affluenti vi sono i fiumi Kanda, Shakujii, Nihonbashi e Shinkawa.
Quello che adesso è conosciuto come Sumida precedentemente era il percorso dell'Arakawa, in quanto alla fine del periodo Meiji il suo corso venne deviato dal letto principale per prevenire le frequenti inondazioni che interessavano l'area.

## Il Sumida a Tokyo
Il Sumida passa attraverso i seguenti quartieri di Tokyo:
- Kita
- Adachi
- Arakawa
- Sumida
- Taitō
- Kōtō
- Chūō

## I ponti sul Sumida

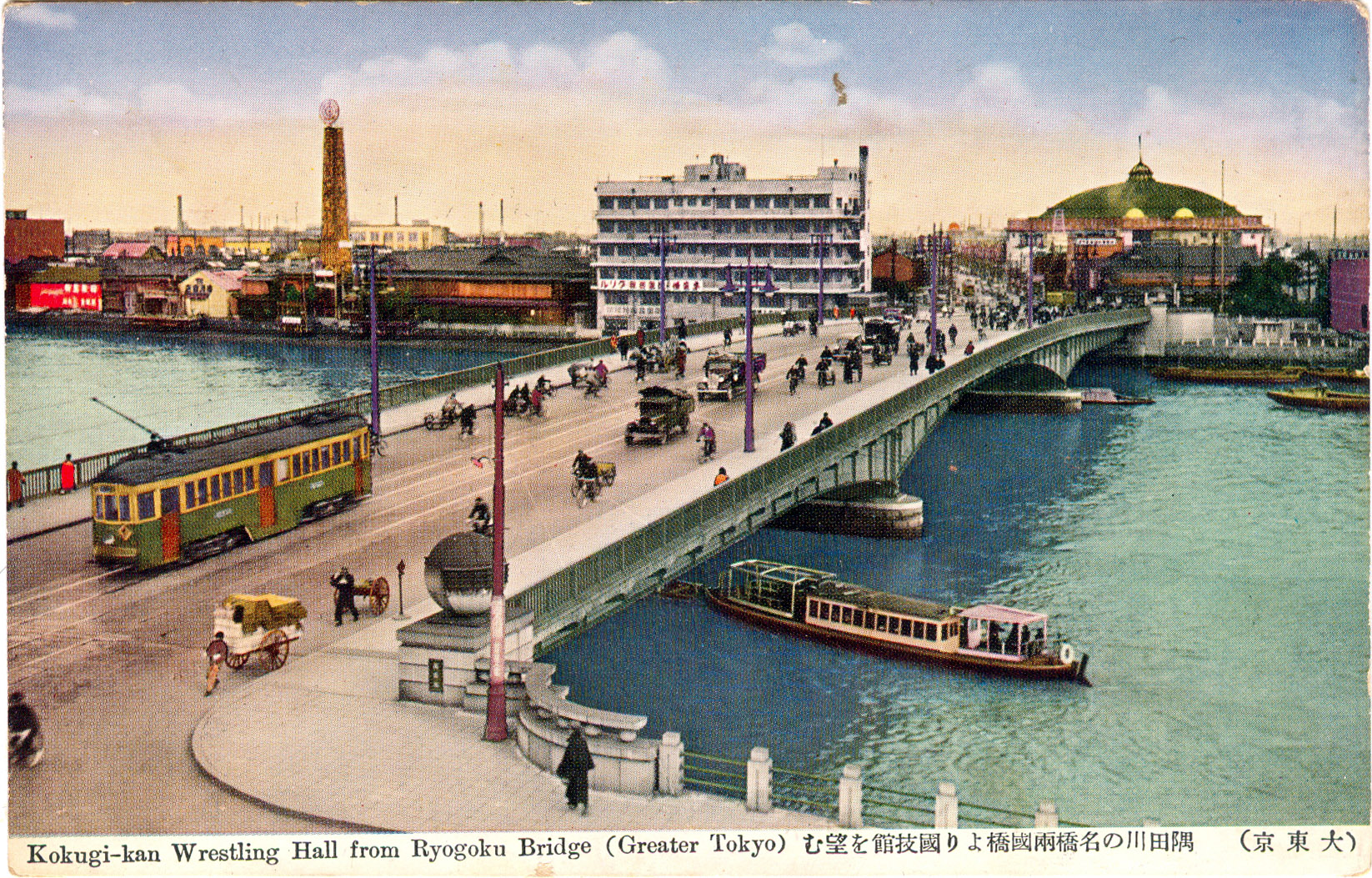
Una foto del ponte Ryōgoku scattata prima della seconda guerra mondiale (1935).

Il Sumida scorre per 27 chilometri sotto 26 ponti, spaziati da circa un chilometro l'uno. Tra questi i principali sono:
- Ryōgoku-bashi (ponte Ryōgoku), costruito nel 1932 al posto di un precedente ponte del 1659. Venne immortalato spesso dalle opere di Hiroshige.
- Nihon-bashi (ponte del Giappone), costruito nel diciassettesimo secolo, fu il ponte sul quale si congiungevano le strade Nakasendō e Tōkaidō durante il periodo Edo. Allora il ponte era chiamato Edo-bashi.
- Eitai-bashi, costruito nel 1924 al posto di un precedente ponte del 1696.[1]
- Senju Ohashi, costruito nel 1921 al posto di un precedente ponte del 1594, per lungo tempo l'unico ponte che attraversò il fiume.
- Sakura-bashi, costruito nel 1985.
- Kototoi-bashi, costruito nel 1928, fu ricostruito nella zona dove sorgono i templi di Mimeguri-Jinja e Matsuchiyama-shoden.
- Azuma-bashi, costruito nel 1931, sostituito da un ponte terminato nel 1774, più vicino alla Stazione di Asakusa e al Kaminarimon.
- Komagata-bashi, costruito nel 1927, prende il nome dal tempio Matsugata, dedicato a Bato-Kanon.
- Umaya-bashi, costruito nel 1929, sostituisce un ponte del 1875.
- Shin Ohashi-bashi (Ponte Nuovo), è stato costruito nel 1978 e sostituisce un ponte del 1693. Non è molto lontano da Ryōgoku-bashi.[2]
- Kiyosu-bashi, costruito nel 1938, collega Kiyosu con Nihonbashi-Nakasu.
- Chuo-bashi, costruito nel 1994, una statua donata dal comune di Parigi all'area metropolitana di Tokyo per celebrare l'amicizia tra le due città è stata installata all'esterno del basamento a nord. È stata inaugurata alla presenza di Jacques Chirac, allora sindaco di Parigi.
- Tsukuda-bashi, costruito del 1964, fu il primo ponte costruito dopo la seconda guerra mondiale, passando il fiume da Tsukiji a Tsukishima.
- Kachidoki-bashi, costruito nel 1940, per ricordare la vittoria dell'esercito giapponese a Lushun durante la Guerra russo-giapponese. È l'unico ponte mobile sul Sumida e non è stato più alzato dal 1970.
- Tsukiji Ohashi è il ponte più recente che attraversa il fiume Sumida, inaugurato nel 2018 proprio accanto all'ex sito del mercato di Tsukiji.

## Cultura

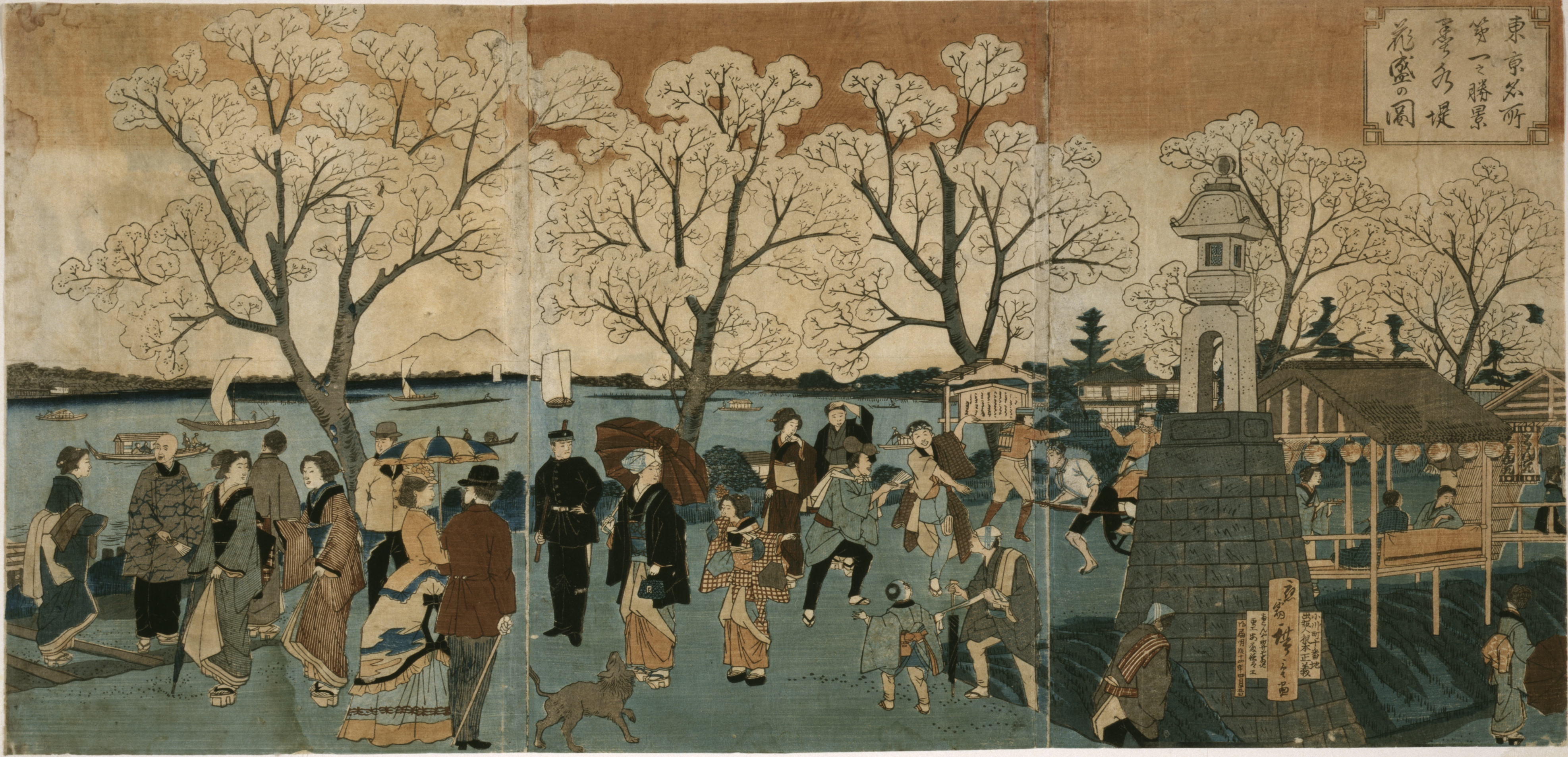
Cittadini di Tokyo a spasso lungo le rive del Sumida in un'opera di Hiroshige.

L'opera Nō Sumidagawa, che il compositore britannico Benjamin Britten vide quando visitò il Giappone nel 1956, lo ispirò per comporre Curlew River (1964), un dramma basato su quest'opera.
L'opera kabuki Sumidagawa-Gonichi no Omokage è meglio conosciuta con il titolo di Hokaibo, il nome del protagonista della storia. Questo dramma venne scritto da Nakawa Shimesuke e fu per la prima volta recitato ad Osaka nel 1784. L'opera continua ad essere inclusa nel repertorio kabuki in Giappone e recitata anche in occidente, come al festival Heisei Nakamura-za del Lincoln Center Festival a New York nell'estate del 2007, con Nakamura Kanzaburō XVIII a guidare il cast.
Il poeta Matsuo Bashō visse sul Sumida, lungo una riva su cui sorgevano alberi di banane (bashō in giapponese) da cui prese il suo nome d'arte.
Il Sumida appare in una haiku di Kobayashi Issa del 1820, i cui versi recitano:
Nezumi no nameru

lecca, un topolino,

il fiume Sumida»
(Issa)
Dal 1978, l'ultimo sabato di luglio viene organizzato un grande spettacolo pirotecnico chiamato Sumidagawa Hanabi Taikai (隅田川花火大会?, Festival dei fuochi d'artificio sul fiume Sumida) sul fiume vicino ad Asakusa.